# Campeonato Europeo de Waterpolo Femenino de 1999
El VIII Campeonato Europeo Femenino de waterpolo se celebró en Prato (Italia) entre el 4 y el 10 de septiembre de 1999. Estuvo organizado por la Liga Europea de Natación (LEN) y regulado por un comité de la Federación Italiana de Natación.

## Países participantes
| Grupo A  | Grupo B      |
| -------- | ------------ |
| Rusia    | Italia       |
| España   | Países Bajos |
| Hungría  | Grecia       |
| Alemania | Francia      |

## Fase preliminar
Los primeros clasificados de cada grupo pasan directamente a las semifinales mientras que los segundos y terceros se cruzan en cuartos de final.

### Grupo A
| Equipo   | J | G | E | P | GF | GC | DG  | PTS |
| -------- | - | - | - | - | -- | -- | --- | --- |
| Hungría  | 3 | 3 | 0 | 0 | 37 | 24 | +13 | 6   |
| Rusia    | 3 | 2 | 0 | 1 | 34 | 22 | +12 | 4   |
| España   | 3 | 1 | 0 | 2 | 18 | 32 | -14 | 2   |
| Alemania | 3 | 0 | 0 | 3 | 20 | 33 | -13 | 0   |

| Resultados | Bandera de Rusia | Bandera de España | Bandera de Hungría | Bandera de Alemania |
| ---------- | ---------------- | ----------------- | ------------------ | ------------------- |
| Rusia      |                  | 16–7              | 10–11              | 8–4                 |
| España     | 7–16             |                   | 4–10               | 7–6                 |
| Hungría    | 11–10            | 10–4              |                    | 16–10               |
| Alemania   | 4–8              | 6–7               | 10–16              |                     |

### Grupo B
| Equipo       | J | G | E | P | GF | GC | DG  | PTS |
| ------------ | - | - | - | - | -- | -- | --- | --- |
| Países Bajos | 3 | 2 | 1 | 0 | 43 | 14 | +29 | 5   |
| Italia       | 3 | 2 | 1 | 0 | 32 | 14 | +28 | 5   |
| Grecia       | 3 | 1 | 0 | 2 | 23 | 22 | +1  | 2   |
| Francia      | 3 | 0 | 0 | 3 | 11 | 59 | -48 | 0   |

| Resultados   | Bandera de Italia | Bandera de los Países Bajos | Bandera de Grecia | Bandera de Francia |
| ------------ | ----------------- | --------------------------- | ----------------- | ------------------ |
| Italia       |                   | 6–6                         | 7–5               | 19–3               |
| Países Bajos | 6–6               |                             | 10–5              | 27–3               |
| Grecia       | 5–7               | 5–10                        |                   | 13–5               |
| Francia      | 3–19              | 3–27                        | 5–13              |                    |

## Fase final
|  | Cuartos final | Cuartos final |              |   | Semifinales | Semifinales      |                  |        | Final | Final |  |
|  |               |               |              |   |             |                  |                  |        |       |       |  |
|  |               |               |              |   |             |                  |                  |        |       |       |  |
|  |               |               |              |   |             |                  |                  |        |       |       |  |
|  |               |               |              |   |             |                  |                  |        |       |       |  |
|  |               |               |              |   |             |                  |                  |        |       |       |  |
|  |               | Hungría       | 5            |   |             |                  |                  |        |       |       |  |
|  |               |               | 5            |   |             |                  |                  |        |       |       |  |
|  |               |               | Italia       | 6 |             |                  |                  |        |       |       |  |
|  | Italia        | 8             | Italia       | 6 |             |                  |                  |        |       |       |  |
|  | Italia        | 8             |              |   |             |                  |                  |        |       |       |  |
|  | España        | 2             |              |   |             |                  |                  |        |       |       |  |
|  | España        | 2             |              |   |             |                  |                  | Italia | 10    |       |  |
|  |               |               |              |   |             |                  |                  | Italia | 10    |       |  |
|  |               |               | Países Bajos | 9 |             |                  |                  |        |       |       |  |
|  |               |               | Países Bajos | 9 |             |                  |                  |        |       |       |  |
|  |               |               |              |   |             |                  |                  |        |       |       |  |
|  |               |               |              |   |             |                  |                  |        |       |       |  |
|  |               | Países Bajos  | 8            |   |             | 3.er y 4.º lugar | 3.er y 4.º lugar |        |       |       |  |
|  |               |               | 8            |   |             | 3.er y 4.º lugar | 3.er y 4.º lugar |        |       |       |  |
|  |               |               | Rusia        | 7 |             |                  |                  |        |       |       |  |
|  | Rusia         | 6             | Rusia        | 7 |             |                  | Hungría          | 5      |       |       |  |
|  | Rusia         | 6             |              |   |             |                  | Hungría          | 5      |       |       |  |
|  | Grecia        | 3             |              |   |             |                  |                  |        | Rusia | 7     |  |
|  | Grecia        | 3             |              |   |             |                  |                  |        | Rusia | 7     |  |
|  |               |               |              |   |             |                  |                  |        |       |       |  |

| Italia         |
| Campeón ITALIA |

## Clasificación general
| 1. Italia       |
| 2. Países Bajos |
| 3. Rusia        |
| 4. Hungría      |
| 5. Grecia       |
| 6. España       |
| 7. Alemania     |
| 8. Francia      |

## Galardones individuales
- Máximas Goleadoras

-  Karin Kuipers — 13 goles

-  Giusy Malato — 13 goles

-  Krisztina Szremko — 13 goles